# Korzeń Królewski (gromada)
Korzeń Królewski – dawna gromada.
Gromadę Korzeń Królewski z siedzibą GRN we Korzeniu Królewskim utworzono w powiecie gostynińskim w woj. warszawskim, na mocy uchwały nr VI/10/3/54 WRN w Warszawie z dnia 5 października 1954. W skład jednostki weszły obszary dotychczasowych gromad Antoniów, Dobre, Kościuszków, Niskie, Podlasie i Władysławów ze zniesionej gminy Lucień oraz obszary dotychczasowych gromad Korzeń Królewski i Korzeń Rządowy ze zniesionej gminy Łąck w tymże powiecie. Dla gromady ustalono 11 członków gromadzkiej rady narodowej.
Gromadę zniesiono 1 stycznia 1958, a jej obszar włączono do gromady Łąck w tymże powiecie.